# 测绘学
測繪學研究測定和推算地面幾何位置、地球形状及地球重力場，据此測量地球表面自然物体和人工设施的幾何分布，编制各种比例尺地图的理論和技术的学科。测绘学的研究对象是地球的形态、位置、重力分布等地理空间信息，因而测绘学可认为是地球科学的一个分支学科。近年来，测绘学的研究对象还从地球表面扩大到了地外空间及地球内部构造等领域。

## 測繪學的發展
测绘学的进步倚赖人类对地球形状认识的深化、地图制图技术的提高和测绘仪器的创新及变革。
在世界上古史时代，就有利用測繪學治理尼罗河泛滥后農田邊界的說法。公元前7世纪，管仲在其所著《管子》一書中已收集了早期的地圖27幅。公元前5世纪至3世纪，中国已有利用磁石制成最早的指南工具“司南”的記载。公元前2世纪，在《史记·夏本纪》中就记载有大禹治水时“左准绳，右规矩”，说明当时已经有简单的测绘活动。

### 地球形状的认知
测绘学研究的是地球，而人类对地球形状的认识也出于不断的变化中。最初人们认为地球乃“天圆地方”，直到公元前6世纪毕达哥拉斯和公元前4世纪亚里士多德提出了“地圆说”。公元前3世纪，埃拉托斯特尼在亚历山大进行观测日影，推算出了子午圈的长度以及地球的半径，证实了地圆说，而该种方法则是“弧度测量”的初始形式。17世纪末，牛顿和惠更斯从力学原理出发，认为地球是两极稍扁的椭球形，称“地扁说”。18世纪中期法国科学院在南美洲和欧洲进行的弧度测量证实了“地扁说”。19世纪，随着测量得来的数据，拉普拉斯和高斯相继指出，地球并非为完美的椭球。1873年，利斯汀提出了大地水准面的概念，以与包围地球的静止海面重合的一个重力等位面表示地球的形状。1945年，莫洛坚斯基利用地球重力测量数据，才确定了地球的真实形状。

### 制图技术的发展

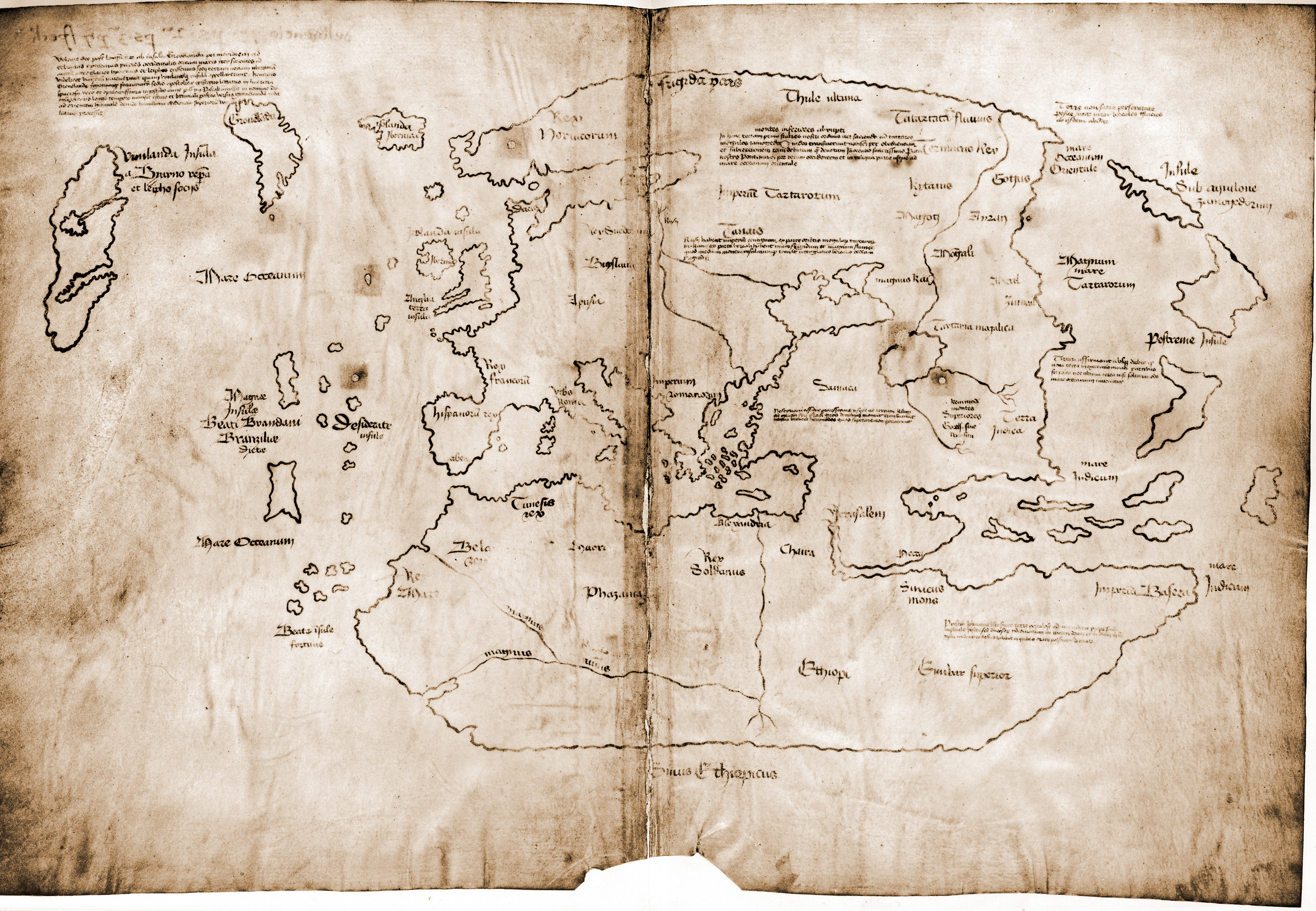
地理大发现时期绘制的地图

测绘学的成果之一是地图，因此测绘学发展的重要标志便是地图制图技术的提高。最早的地图刻画在陶片、铜板上，可靠性不高。公元前3世纪，埃拉托斯特尼首先将经纬线运用于地图上。公元前130年，西漢初期便有了《地形圖》和《駐軍圖》，为目前所發現中國最早的地圖。公元2世纪，托勒密在《地理学指南》中便阐述了编制地图的方法，并提出了地图投影问题。其后，西晋的裴秀创立了“制图六体”，使地图的可靠性得到了提升。第二次世界大战以后，计算机制图技术迅速发展，并由计算机辅助制图发展为多位一体的地理信息系统。

### 测绘仪器的变革
测绘学所依仗的工具是测绘仪器，因此测绘学的发展离不开测绘工具的革新。早期的测绘使用的是简单的绳尺、矩尺等，17世纪望远镜发明，测绘工具开始变革。1617年，威理博·斯涅尔发明了“三角测量法”，开创了角度测量。1730年，西森研制出测角用经纬仪。地理大发现开始后，许多国家研究出了海上测定经纬度的仪器以定位船只。19世纪50年代，洛斯达首创摄影测量法。20世纪以后，随着飞机的发明，出现了航空摄影测绘地图的方法。人造卫星升空后，卫星定位技术（GPS）和遥感技术（RS）得以广泛应用，这与地理信息系统技术（GIS）合称“3S技术”。

## 學科分支
- 大地測量學是一门量测和描绘地球表面的学科，也包括确定地球重力场和海底地形。
- 摄影測量學是研究利用被摄物体影像来重建物体空间位置和三维形状技术的学科。
- 地圖（制图）學是研究地图的理论、编制技术与应用方法的科学。
- 工程測量學是研究工程建设和自然资源开发中进行测量工作的理论。
- 海洋測繪学是以海洋和海底为对象进行测量和编制海图的理论。
- 测量数据处理是研究如何消除各种误差并判定精度，如何处理分析各种形式的测量数据进行合理预报等的数学手段。